# 英之國一
英之國一，（1971年8月23日—），原名Nathan John Strange，是一位前大相撲力士，在1989年-1990年活動。他所達到的最高級別是序二段89枚目.他是第一位也是迄今為止唯一一位英國出身的力士。他身高1.93米，重102公斤。所属相撲部屋是東関部屋。

## 生涯
他是倫敦埃奇韋爾的一名前相片打印員，他在第4頻道看到廣播後，受到啟發加入相撲。經過英國相撲協會幾個月的武術技能培訓後，他加入了前關脇高見山大五郎成立的東関部屋。他選用英之國作為他的四股名，但他開始訓練後發現很難適應力士常吃用來增加體重的相撲火鍋，他在日本的前兩個月減掉了22公斤。
英之國的相撲生涯很短暫。 在1989年9月通過前相撲之後，他在1989年11月在底層的序之口參加了他的第一場比賽，並以5-2的比分進行了比賽，表現得非常好，可以在1990年1月的比賽中晉升為序二段。他與大關小錦八十吉一起去迪斯科舞廳慶祝，他剛剛獲得了優勝。他在1月份再次獲得了勝越，這意味著他在前18場比賽中贏了12場。由於他作為大相撲中的第一個歐洲人的地位，他獲得了很多關注，甚至開始收到粉絲郵件。然而，他在訓練中也得到了非常嚴厲的對待，他們對他的受注意並不高興，這影響了他回到英格蘭的決定。 他在1990年3月的比賽后立即退出，儘管他仍然保持出現在5月的比賽名單(番付帳)。